# Blackwood-klass
Blackwood-klass, även kallad Typ 14-klass, var en klass brittiska fregatter byggda på 1950-talet som ett billigare alternativ till Whitby-klassen. Jämfört med Whitby-klassen var fartygen i Blackwood-klassen något mindre och långsammare, de saknade artilleri och hade bara en ångturbin och en propeller i stället för Whitby-klassens dubbla. Fartygen var uteslutande konstruerade för ubåtsjakt och huvudvapnet var de två grovkalibriga antiubåtsgranatkastarna. Tolv fartyg byggdes för Royal Navy och tre för Indiens flotta. Den indiska fregatten Khukri torpederades och sänktes av den pakistanska ubåten Hangor den 9 december 1971. Även den brittiska fregatten Hardy torpederades och sänktes som skjutmål 1983. Övriga fartyg har skrotats.

## Användning
Många av de brittiska fregatterna användes i första torskkriget för att skydda brittiska fiskefartyg från isländsk konkurrens samtidigt som Islands kustbevakning skyddade de isländska fiskarna från brittisk konkurrens. Även om konflikten aldrig blev ett regelrätt krig förekom det fientliga handlingar. De deltog också i operation Vantage 1961 för att skydda den nybildade staten Kuwaits självständighet. Under konflikten i Nordirland var fartygen ofta baserade i Londonderry för att visa brittisk militär närvaro.
HMS Exmouth byggdes i slutet av 1960-talet om till COGOG-maskineri med en Rolls-Royce Olympus och två Rolls-Royce Proteus gasturbiner. Hon var det första större brittiska örlogsfartyg som försågs med gasturbiner. Erfarenheterna från Exmouth togs till vara i nästa generations fregatter av Amazon-klass och Broadsword-klass.
Under Indo-pakistanska kriget 1971 var det tre indiska fregatterna i Blackwood-klassen Indiens modernaste ubåtsjägare. En stridsgrupp bestående av fregatterna Khukri och Kirpan hade i uppdrag att patrullera kusten utanför Gujarat för att lokalisera den ubåt som upptäckts genom signalspaning natten till 8 december. Styrkan upptäcktes den 9 december av den pakistanska ubåten Hangkor som avfyrade en torped var mot Khukri och Kirpan. Torpeden mot Kirpan missade, men Khukri träffades och sjönk inom några minuter. Kirpan anföll ubåten men drabbades av eldavbrott på sina antiubåtsgranatkastare. Kort därefter upptäckte Kirpan ytterligare en torped och lyckades efter några undanmanöver i hög fart skaka av sig den. Efter att ha förenats med den fregatten Katchal återvände Kirpan till platsen för att leta efter överlevande.

## Fartyg i klassen

### Storbritannien
| Namn      | Bognummer | Kölsträckt        | Sjösatt           | Tagen i tjänst   | Öde                            |
| --------- | --------- | ----------------- | ----------------- | ---------------- | ------------------------------ |
| Blackwood | F78       | 14 september 1953 | 4 oktober 1955    | 22 augusti 1957  | Skrotad 1976                   |
| Duncan    | F80       | 17 december 1953  | 30 maj 1957       | 21 oktober 1958  | Skrotad 1985                   |
| Dundas    | F48       | 17 oktober 1952   | 25 september 1953 | 16 mars 1956     | Skrotad 1983                   |
| Exmouth   | F84       | 24 March 1954     | 16 november 1955  | 20 December 1957 | Skrotad 1979                   |
| Grafton   | F51       | 25 februari 1953  | 13 februari 1954  | 8 January 1957   | Skrotad 1971                   |
| Hardy     | F54       | 4 februari 1953   | 25 november 1953  | 15 december 1955 | Sänkt som skjutmål 3 juli 1984 |
| Keppel    | F85       | 27 mars 1953      | 31 augusti 1954   | 6 juli 1956      | Skrotad 1979                   |
| Malcolm   | F88       | 1 februari 1954   | 18 oktober 1955   | 12 december 1957 | Skrotad 1978                   |
| Murray    | F91       | 30 november 1953  | 25 februari 1954  | 5 juli 1956      | Skrotad 1970                   |
| Palliser  | F94       | 15 mars 1955      | 10 maj 1956       | 13 december 1957 | Skrotad 1983                   |
| Pellew    | F62       | 5 november 1953   | 29 september 1954 | 26 juli 1956     | Skrotad 1971                   |
| Russell   | F97       | 11 november 1953  | 10 december 1954  | 7 februari 1957  | Skrotad 1985                   |

### Indien
| Namn   | Bognummer | Kölsträckt        | Sjösatt          | Tagen i tjänst | Öde                                                                   |
| ------ | --------- | ----------------- | ---------------- | -------------- | --------------------------------------------------------------------- |
| Khukri | F149      | 29 december 1955  | 20 november 1956 | 16 juli 1958   | Torpederad och sänkt av den pakistanska ubåten Hangor 9 december 1971 |
| Kirpan | F144      | 5 november 1956   | 19 augusti 1958  | juli 1959      | Överförd till kustbevakningen 1978. Skrotad.                          |
| Kuthar | F146      | 19 september 1957 | 14 oktober 1958  | november 1959  | Överförd till kustbevakningen 1978. Skrotad.                          |

## Fotnoter
1. ↑  Den aktre kanonen togs senare bort
2. ↑  Endast Blackwood, Exmouth, Malcom och Palliser hade torpedtuber. Senare borttagna.